# A Guerra dos Gibis: a Formação do Mercado Editorial Brasileiro e a Censura aos Quadrinhos, 1933-1964
A Guerra dos Gibis: a Formação do Mercado Editorial Brasileiro e a Censura aos Quadrinhos, 1933-1964 é um livro do jornalista Gonçalo Junior, publicado em 2004, e que analisa a importância das histórias em quadrinhos para o mercado editorial brasileiro. O livro é inspirado na pesquisa A Incrível Guerra dos Gibis - Quadrinhos e Censura, 1894 a 1964, realizada durante 10 anos. Em 1997, a pesquisa ganhou o Troféu HQ Mix na categoria pesquisa.

## Conteúdo
O livro conta a carreira de Adolfo Aizen, judeu naturalizado brasileiro, editor e maior defensor dos quadrinhos no país, fundador do Suplemento Juvenil e da Editora Brasil-América (EBAL). Ele começa como jornalista da revista O Malho e do jornal O Globo de Roberto Marinho, magnata da imprensa carioca e futuro fundador da TV Globo.
A obra foca na relação editorial e competitiva da Editora Globo de Marinho, da EBAL de Aizen, do Diários Associados e da editora O Cruzeiro de Assis Chateaubriand e da Editora Bloch de Adolfo Bloch.
Em 2023, o livro foi reeditado pela Conrad Editora, a reedição foi ampliada por Gonçalo, que conseguiu novas informações pesquisando na Hemeroteca Digital Brasileira.